# Буковинська вулиця (Дніпро)
Буковинська вулиця — вулиця в Самарському районі Дніпра в мікрорайоні Північний житлового району (Нижньодніпровськ) - Вузол.
Починається від Іларіонівської вулиці: йде на північ до залізничного переїзду де переходить у вулицю Курсанта Скоробагатька після перехрестя з Лісопарковою і Курсантською вулицями.
Довжина вулиці — 400 метрів.

## Перехрестя
- Іларіонівська вулиця
- Семафорна вулиця
- Лісопаркова вулиця
- Курсантська вулиця
- Липова вулиця
- вулиця Курсанта Скоробагатька

## Будівлі
- № 1 — Дитячий садок
- № 9 — магазин «Сільпо»